# Francisco Solano Regis
Francisco Solano Regis (1887, Salta - ?) fue un anarquista, autor de un atentado fallido contra el presidente argentino José Figueroa Alcorta el 28 de febrero de 1908.
De profesión mosaiquista, Francisco Solano Regis al atentar contra la vida del presidente Figueroa Alcorta contaba con 21 años. Profesaba ideas anarcocomunistas.

## El atentado contra Figueroa Alcorta
Algunos días antes del atentado contra el presidente argentino, en su residencia de la calle Tucumán 848, en Buenos Aires, se recibió una canasta de frutas que disimulaban una bomba de fabricación casera, que no detonó por fallas del mecanismo de relojería.
El 28 de febrero de 1908 a las 18:30, era un día lluvioso, y Francisco Solano Regis esperaba en el zaguán contiguo al domicilio del presidente. Al llegar el carruaje presidencial, descendió Figueroa Alcorta. Solano Regis arrojó a sus pies un paquete humeante y echó a correr. Los custodios refugiaron al presidente dentro del portal, pero de todos modos, la bomba -de 29 por 19 centímetros de diámetro y peso de más de dos kilogramos- no estalló. El autor fue detenido a pocas cuadras por un oficial de policía. Fue condenado por el juez Madero a 20 años de prisión en la Penitenciaría Nacional que entonces se ubicaba en las calles Las Heras y Coronel Díaz.
El 6 de enero de 1911 escapó junto a 12 presidiarios de la Penitenciaría Nacional por un corto túnel. Entre estos figuraba Salvador Planas, un anarquista que había atentado contra el presidente Manuel Quintana, predecesor de Figueroa Alcorta. Ambos anarquistas nunca fueron recapturados.